# IC 5130
IC 5130 — галактика типу Sbc (компактна витягнута спіральна галактика) у сузір'ї Індіанець.
Цей об'єкт міститься в оригінальній редакції індексного каталогу.